# Martinskirche (Bottendorf)

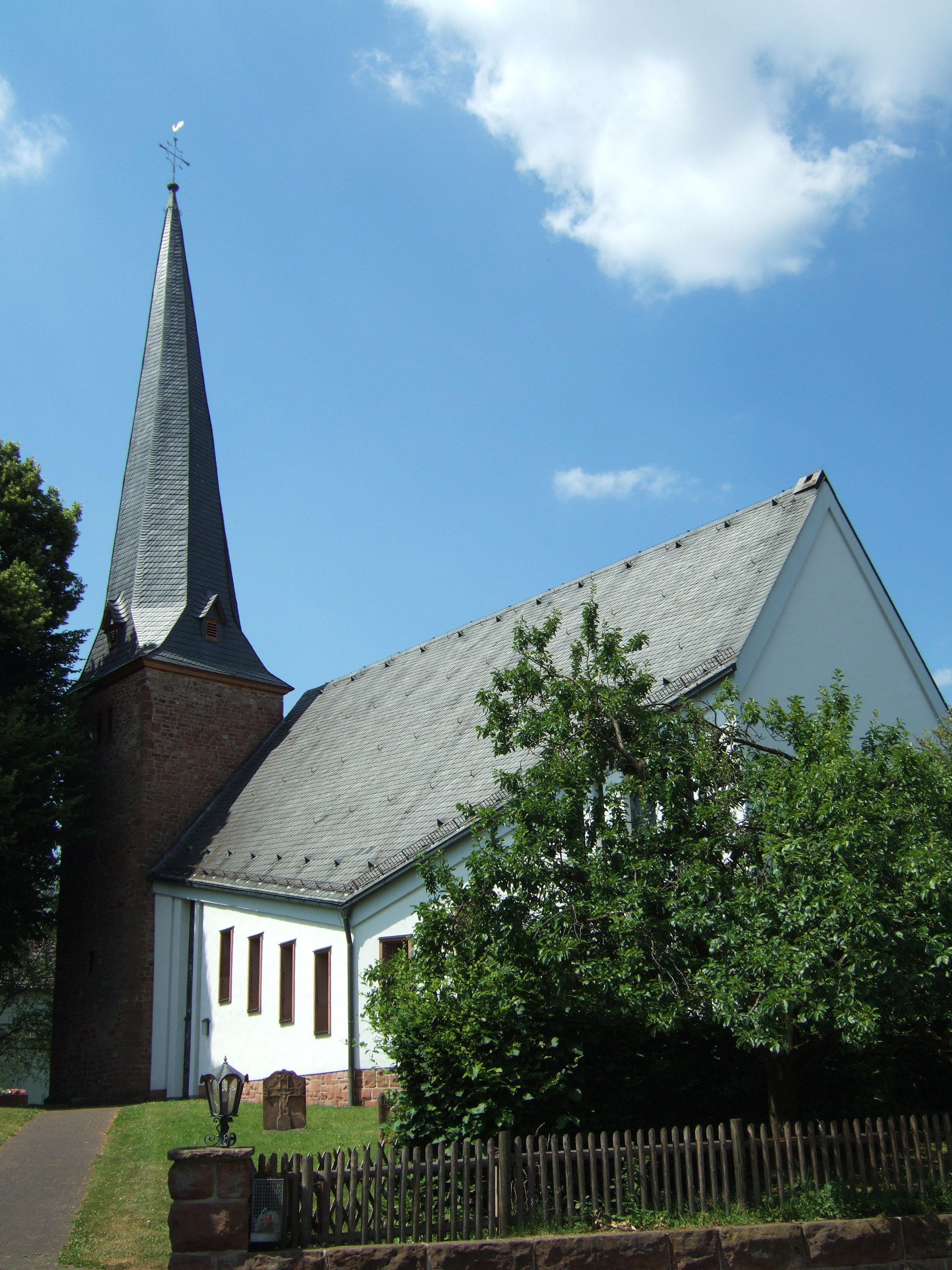
Martinskirche

Die evangelisch-unierte Martinskirche steht in Bottendorf, einem Ortsteil der Gemeinde Burgwald im Landkreis Waldeck-Frankenberg von Hessen. Die Kirchengemeinde Bottendorf bildet mit der Kirchengemeinde Willersdorf einen Gesamtverband. Er gehört zum Kirchenkreis Eder im Sprengel Marburg der Evangelischen Kirche von Kurhessen-Waldeck.

## Beschreibung
1784 wurde das Kirchenschiff der romanischen Wehrkirche durch einen Neubau ersetzt. 1967/68 wurde das bisherige Kirchenschiff durch ein zeltförmiges nach einem Entwurf von W. Finger erneuert. Der romanische Turm im Westen blieb erhalten. Er ist mit einem spitzen, achtseitigen, schiefergedeckten Helm bedeckt. In seinem Glockenstuhl hängen 3 Kirchenglocken. Nur eine Glocke aus dem 18. Jahrhundert blieb im Zweiten Weltkrieg erhalten, die beiden anderen wurden eingeschmolzen. Sie wurden erst am 20. Dezember 1953 durch Glocken von Albert Junker ersetzt. Das tonnengewölbte Erdgeschoss des Turms war ursprünglich nur von innen, das Obergeschoss ehemals nur von außen zugänglich. Im Vestibül unter der Empore im Westen steht die romanische Mensa über steinernem Stipes des Vorgängerbaus mit einer Grabstätte von 1783. Die senkrechten Farbglasfenster hat Erhardt Jakobus Klonk gestaltet. Von einem spätgotischen Kruzifix ist nur der Korpus erhalten. Die Orgel mit 15 Registern, zwei Manualen und einem Pedal wurde 1972 von Gerald Woehl gebaut. Sie wurde 2017 von der Orgelbau Andreas Schmidt saniert.